# 圣玛利亚痛苦之母堂 (巴勒莫)
圣玛利亚痛苦之母堂（意大利语：Chiesa di Santa Maria della Pietà）是一座巴洛克风格的罗马天主教教堂，位于意大利巴勒莫历史中心卡尔萨区，靠近圣马弟亚堂（San Mattia ai Crociferi）和圣德肋撒堂（Santa Teresa alla Kalsa）。

## 历史
1495年，贵族弗朗切斯科·阿巴泰利斯没有继承人，将产业遗赠给本笃会的圣玛利亚痛苦之母修道院。1526年，新修道院成立，但与阿巴泰利斯的愿望相反，新成立的修女院采用了多明我会的会规。
现在的教堂的建造始于1678年。设计者是贾科莫·阿马托，他还设计了附近的圣德肋撒堂。教堂的外部于1684年完工，但内部工程仍在继续。1723年，教堂由帕蒂主教伯多禄·加莱蒂祝圣，他是玛丽亚·加莱蒂院长的兄弟。